# جوانی (ترانه تروی سیوان)
«جوانی»(به انگلیسی: Youth) تک‌آهنگی از هنرمند اهل استرالیا تروی سیوان است که در سال ۲۰۱۵ میلادی منتشر شد.